# هنري إل. بولز
هنري إل. بولز (بالإنجليزية: Henry L. Bowles)‏ هو صاحب مطعم وسياسي أمريكي، ولد في 6 يناير 1866 في أثينا في الولايات المتحدة، وتوفي في 17 مايو 1932 في سبرينغفيلد في الولايات المتحدة. حزبياً، نشط في الحزب الجمهوري. وقد انتخب عضو مجلس النواب الأمريكي.